# Kazuo Hayashi
Kazuo Hayashi (jap. 林 一夫 Hayashi Kazuo; ur. 17 października 1945) – były japoński seiyū i aktor dubbingowy, związany z agencją Theater Echo.

## Wybrane role głosowe
- Ippotsu Kanta-kun – Kōzan
- Space Runaway Ideon – Gije Zaral
- Pocket Monsters – Russell
- Space Battleship Yamato II – Yasuo Nanbu
- Space Battleship Yamato III – Yasuo Nanbu
- Stellvia of the Universe – Tamotsu Kazamatsuri
- Cardcaptor Sakura – Clow Reed
- Rycerze Zodiaku – Hound Asterion